# 결승골
결승골(Winning Goal)은 축구 등 구기종목에서 승부를 결정짓는 득점이 된 골을 의미한다.

## 축구 결승골 예시
- 1-0으로 A팀이 승리한 경우는 A팀의 선제골이 결승골이 된다.[1]
- 2-0 혹은 3-0 등 A팀이 다득점으로 승리한 경우 A팀의 첫번째 골이 결승골이 된다.[2]
- 1-1 혹은 2-2로 경기가 진행되다가 2-1 혹은 3-2를 만드는 골이 결승골이 된다.[3]
- 2-0 혹은 3-0 등 다득점으로 앞서다가 상대팀의 추격골이 터져 A팀이 2-1 혹은 3-2로 승리한 경우는 A팀의 두번째골과 세번째골이 결승골이 된다.[4]

## 같이 보기
- 승리 타점